# Acupalpa semirufa
Acupalpa semirufa är en tvåvingeart som beskrevs av Mann 1929. Acupalpa semirufa ingår i släktet Acupalpa och familjen stilettflugor. Inga underarter finns listade i Catalogue of Life.